# Bangsamoro

Flagge der Autonomen Region Bangsamoro im muslimischen Mindanao

Siegel der Autonomen Region Bangsamoro im muslimischen Mindanao

Bangsamoro (Filipino Rehiyong Awtonomo ng Bangsamoro sa Muslim Mindanao, englisch Bangsamoro Autonomous Region in Muslim Mindanao, abgekürzt BARMM; dt. etwa Autonome Region Bangsamoro im muslimischen  Mindanao) ist eine im Januar 2019 aus der früheren Autonomen Region im Muslimischen Mindanao (ARMM) gebildete autonome Region im Süden der Philippinen, zu der die Gebiete mit einer muslimischen Bevölkerungsmehrheit auf der Insel Mindanao und die Inseln des Sulu-Archipels gehören. 

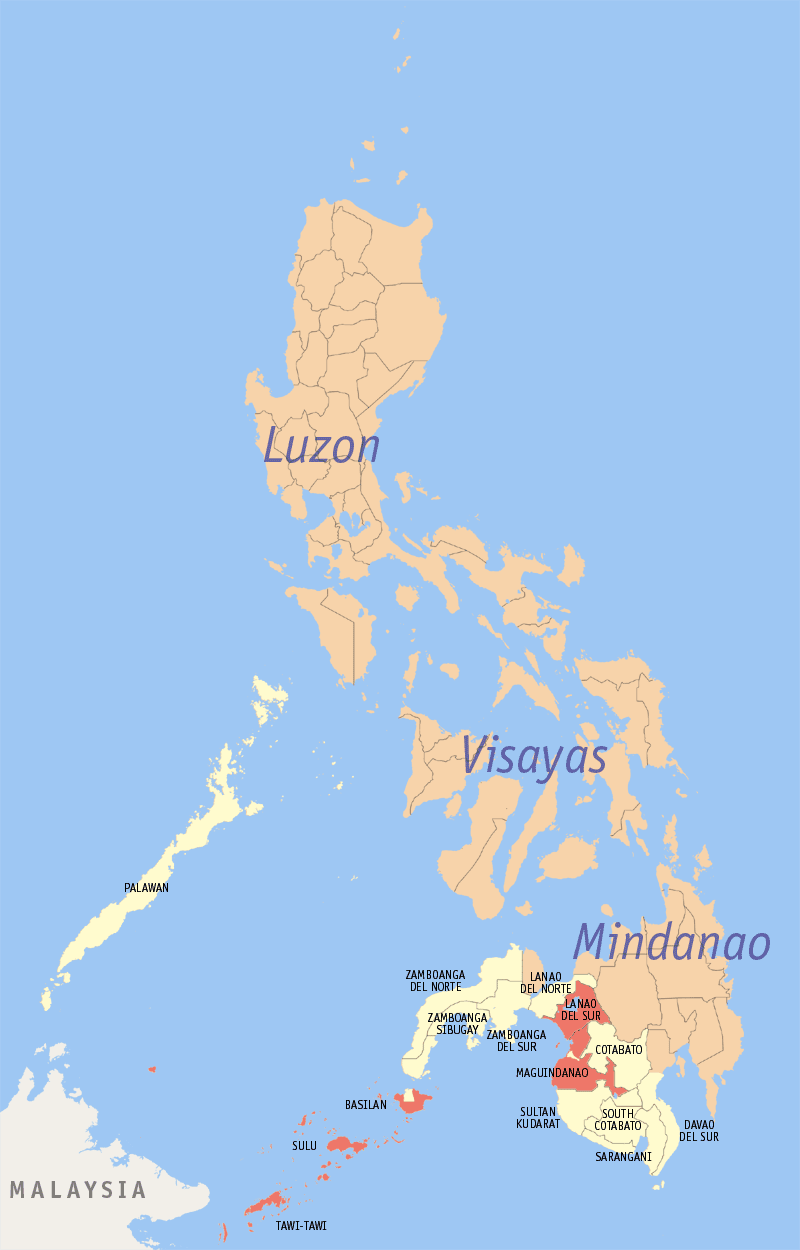
█ Bangsamoro-Territorium unter der Kontrolle der Moro
█ von Moros beanspruchtes Gebiet

Bangsamoro setzt sich aus malaiisch bangsa, „Nation“ und spanisch moros, (vgl. „Mauren“), deutsch abgeleitet Moroland, zusammen. Die Region steht in der Nachfolge des historischen Sultanats von Maguindanao im Zentrum und Westen der Insel Mindanao und auf dem Sulu-Archipel. Islamistische Gruppierungen wie die Moro Islamische Befreiungsfront (MILF) oder die Nationale Befreiungsfront der Moros verstehen unter Bangsamoro die Schaffung eines über den bisherigen muslimischen Bezirk auf Mindanao hinausgehenden unabhängigen islamischen Staates, der weitere umliegende Inseln und Teile von Borneo umfassen soll.
Die Bezeichnung „Bangsamoro“ wird auch in anderen Medien übernommen, dann oftmals als Ausdruck für sehr unsichere Regionen, womit impliziert wird, dass in ihnen die philippinische Zentralregierung nicht immer über die volle Staatsautorität und das Gewaltmonopol verfüge. Insofern steht sie auch als Synonym für gewalt- und entführungsgefährdete Gebiete, in diesem Zusammenhang werden meist Extremistengruppen wie Abu Sayyaf und Pangkat ng Maute genannt.
Das spanische, abwertend gemeinte Wort „Moro“ wird in Spanien und auf den Philippinen von Christen als geringschätzige Bezeichnung für Muslime gebraucht. Von Muslimen auf den südphilippinischen Inseln wurde dieser Name jedoch stolz als eigene Bezeichnung gewählt.
Das von der MILF beanspruchte Gebiet umfasst die von Muslimen bewohnten Gebiete in Mindanao, den Sulu-Archipel, den Süden Palawans, Basilan und deren Nachbarinseln. Die Muslime machen etwa 5 Prozent der Gesamtbevölkerung des Inselstaates aus.
Die muslimische Agitation auf den südphilippinischen Inseln ist teils das Resultat der Ideologie der islamischen Expansion, teils der spanischen und amerikanischen Kolonialisierung und teils Ergebnis der zentralistisch ausgerichteten Politik mit der Folge, dass die Disparität zwischen Manila und ARMM sehr groß ist.
Am 27. März 2014 unterzeichneten der philippinische Präsident Benigno Aquino sowie der Führer der MILF, Murad Ebrahim, einen Friedensvertrag, mit dem die jahrzehntelangen Kämpfe für die Unabhängigkeit des Gebietes ein Ende fanden. Er sieht auch die Gründung einer autonomen Region Bangsamoro vor. Im Sommer 2018 wurde das Bangsamoro Organic Law verabschiedet, das die Grundlage für die Errichtung der Bangsamoro Autonomous Region in Muslim Mindanao (BARMM) bildete. Zum ersten Oberhaupt der neu-konstitutierten autonomen Bangsamoro-Region wurde am 29. März 2019 Khalipha Nando ernannt. 
Chief Minister der autonomen Region Bangsamoro ist seit dem 22. Februar 2019  Murad Ebrahim.  